# Герб Ешпозенде
Ге́рб Ешпозе́нде — офіційний символ міста Ешпозенде, Португалія. Використовується як територіальний герб. У синьому щиті Діва Марія, одягнена у срібні шати і синій мафорій. Її обрисі оточені золотом. Довкола Марії п'ять зірок, що формують німб. Під її ногами срібний корабель із трьома чорними щоглами і срібними вітрилами, який пливе ліворуч по срібному морю. Щит увінчує срібна мурована міська корона з п'ятьма вежами.  Під щитом біла стрічка, на якій великими літерами напис португальською: «Esposende» (Ешпозенде).  Офіційно затверджений 27 квітня 1995 року. Створений на основі попереднього містечкового герба, ухваленого 13 лютого 1985 року. 

## Галерея

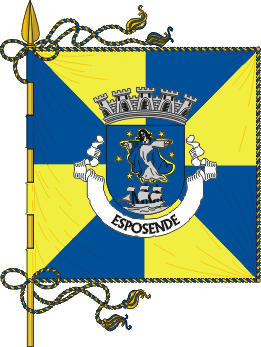
Прапор
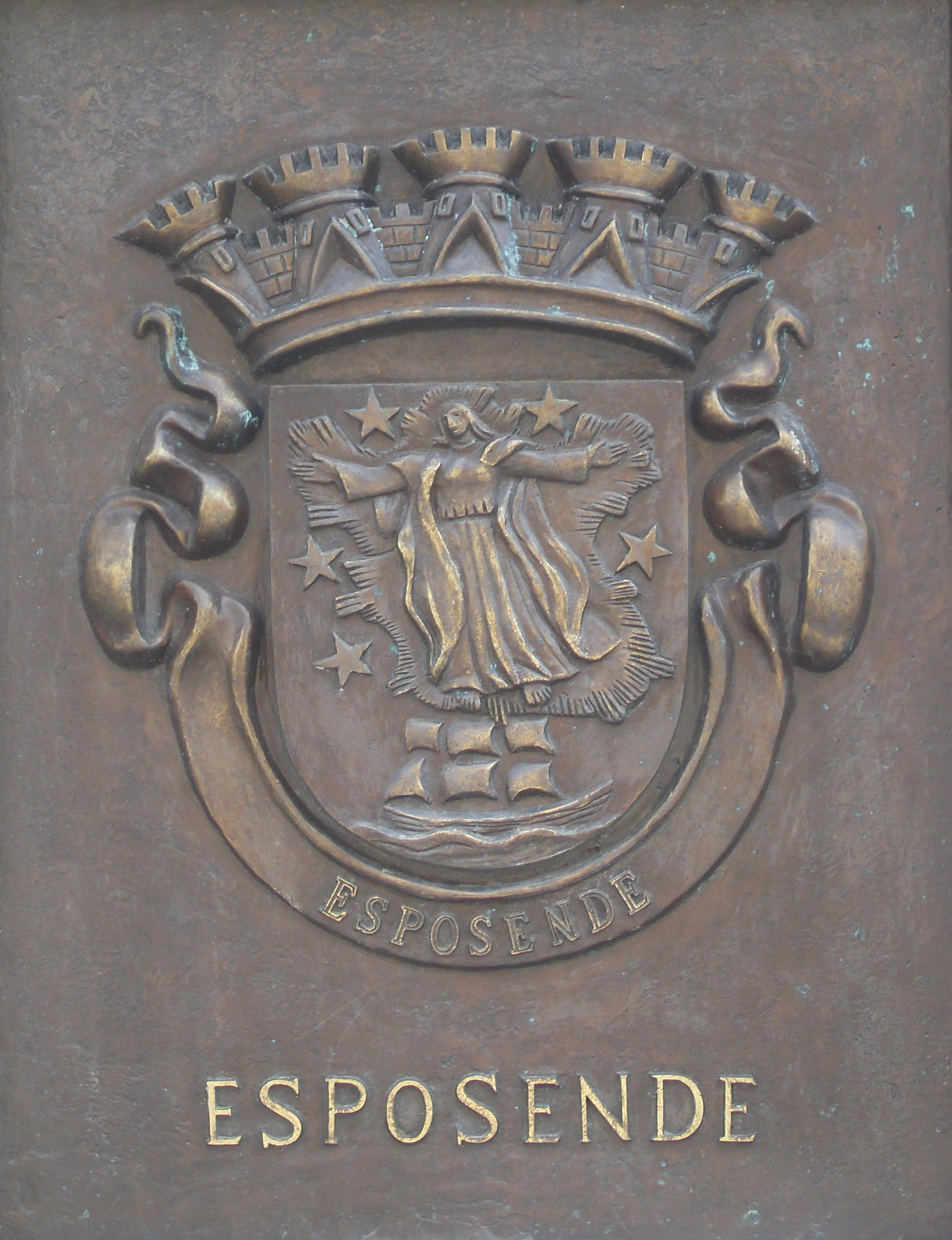
Герб (2001)